# Wawrzyniec Jerzy Żuławski

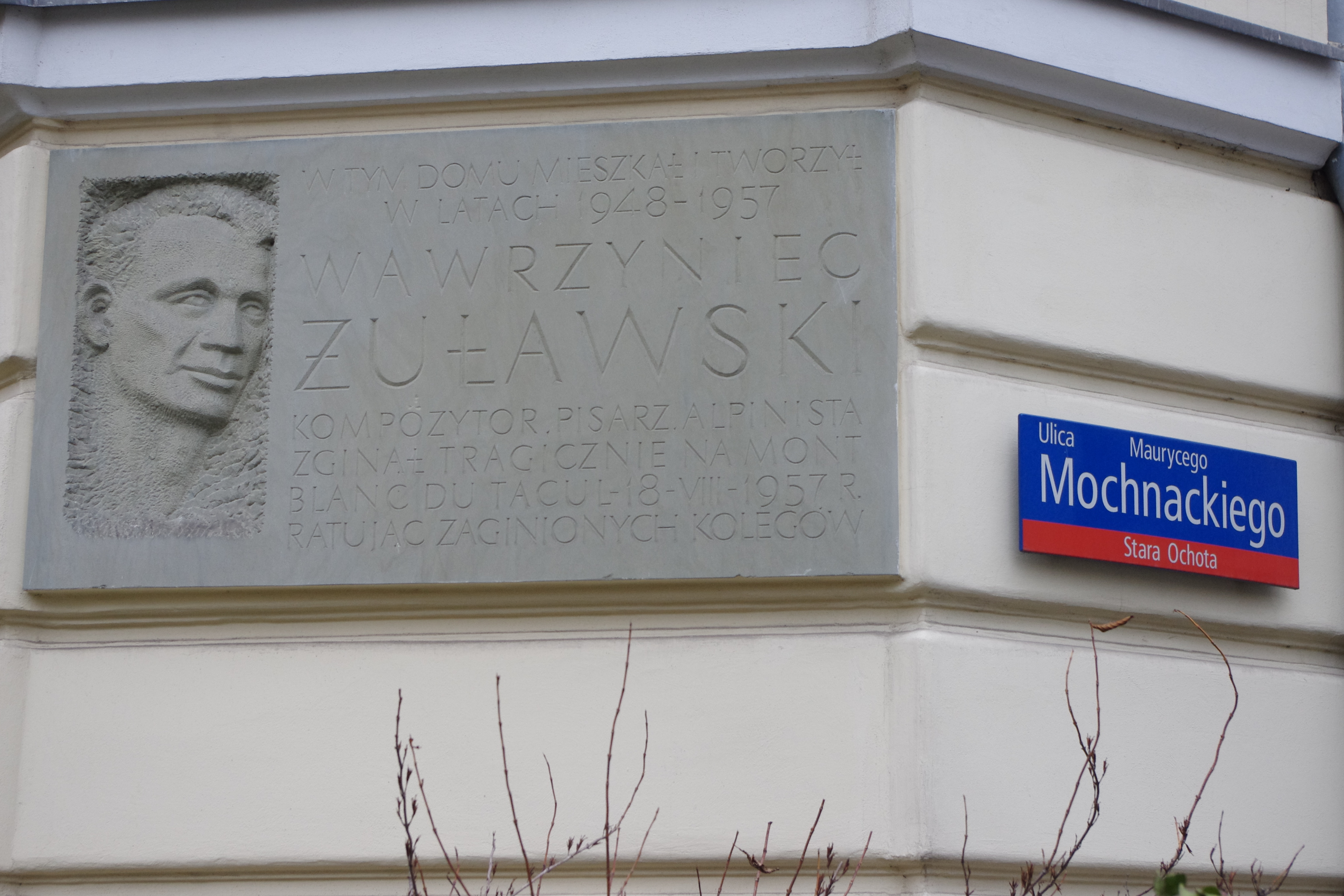
Placa

Wawrzyniec Jerzy Żuławski, alias Wawa (Zakopane, 14 de agosto de 1916-Alpes, 18 de agosto de 1957) fue un educador, compositor, crítico musical, musicólogo y alpinista polaco.

## Biografía
Su padre era el escritor Jerzy Żuławski. Fue profesor de la Universidad de Música Fryderyk Chopin e integrante de la Armia Krajowa durante la Segunda Guerra Mundial.
Publicó para revistas como Ruch Muzyczny,Express Wieczorny o Nowa Kultura. Falleció en una escalada de rescate que lideraba al Mont Blanc.

## Obra

### Composiciones
- Cztery kolędy polskie, 1947
- Wierchowe nuty, 1955

### Libros
- Niebieski krzyż, 1946
- Sygnały ze skalnych ścian, 1954
- Tragedie tatrzańskie, 1956
- Skalne lato, 1957